# 弗洛里安·施瓦特霍夫
弗洛里安·施瓦特霍夫（德語：Florian Schwarthoff，1968年5月7日—），德国男子田径运动员。他曾代表西德、德国参加1988年、1992年、1996年和2000年夏季奥林匹克运动会田径比赛，其中1996年奥运会获得一枚铜牌。